# 987
Năm 987 là một năm trong lịch Julius.